# Walckenaeria afur
Walckenaeria afur este o specie de păianjeni din genul Walckenaeria, familia Linyphiidae, descrisă de Thaler, 1984.
Este endemică în Insulele Canare. Conform Catalogue of Life specia Walckenaeria afur nu are subspecii cunoscute.